# Cryptus obscuripes
Cryptus obscuripes là một loài tò vò trong họ Ichneumonidae.